# АЗН-В
АЗН-В (автоматическое зависимое наблюдение-вещание, англ. ADS-B — Automatic dependent surveillance-broadcast) — технология, позволяющая и лётчикам в кабине самолёта, и авиадиспетчерам на наземном пункте наблюдать движение воздушных судов (полёт) с большей точностью, чем это было доступно ранее, и получать аэронавигационную информацию; внедряется в настоящее время в США, России и других странах.
АЗН-В также передает лётчикам в реальном времени погодную информацию. Эта информация значительно расширяет осведомлённость лётчика об обстановке и повышает безопасность полётов.
Доступ к АЗН-В информации свободен для всех и бесплатен.
Оборудованное АЗН-В-транспондером воздушное судно передаёт всем свои координаты месторасположения в течение всего полёта, вместе с другими данными, такими как курс, высота, горизонтальная и вертикальная скорость.
Приёмники АЗН-В, встроенные в авиадиспетчерские системы контроля воздушного движения, а также установленные на борту воздушного судна, обеспечивают точное отображение на экране РЛС движения воздушных судов, оборудованных АЗН-В, как в воздухе, так и на земле.

## Принцип работы
Исторически АЗН-В развивалась из следующих систем:
- Режим Mode-A — так называемый вторичный радар (Secondary Surveillance Radar (SSR)), используется как гражданскими, так и военными воздушными судами, обеспечивает до 4096 идентификационных кодов (код ответчика) и является наиболее распространённым и используемым режимом. Работает на частоте запроса 1030 МГц. В режиме Mode-A/C передаются данные о высоте, коде ответчика и ICAO-коде самолёта, координаты не передаются.
- Режим Mode-S «слушает» на частоте запроса 1030 МГц, но отвечает на частоте 1090 МГц, модулируя несущую сигнала DPSK для минимизации помех другим запросам Mode A/C.

Только в режиме Mode-S передаются координаты воздушного судна.
Когда транспондер ВС получает запрос от наземного радара, он подтверждает получение запроса излучением фазово-импульсно модулированного (ФИМ) (англ. Pulse-position modulation, PPM) сигнала на частоте 1090 МГц.
Вне зависимости от поступления запроса от наземного радара, примерно каждую секунду самолётом передается расширенный сквиттер (extended squitter), этот сквиттер содержит координаты месторасположения воздушного судна.
АЗН-В базируется на системе GPS (не обязательно, достаточно IRS) для определения точных координат воздушного судна в пространстве. Эта информация о положении ВС комбинируется с другой информацией, такой как тип воздушного судна, скорость, его номер, рейс, курс, вертикальная скорость и затем широковещательно передается примерно каждую секунду.
Другие воздушные суда и наземные станции, оборудованные АЗН-В, в радиусе примерно 150 миль принимают эту информацию. Наземные станции комбинируют полученную с разных точек информацию с дополнительной информацией, полученной от наземных радаров для не-АЗН-В устройств, и ретранслируют данные для всех воздушных судов в радиусе обслуживания.
Авиаобстановка и погодная информация может отображаться в кабине лётчиков, если воздушное судно оборудовано АЗН-В.

### Типы оборудования АЗН-В
АЗН-В-приёмники (ADS-B IN) — устройства этого класса принимают данные АЗН-В, но не могут передавать данные АЗН-В другим воздушным судам или наземным станциям. Приёмник получает как информацию о движении судов, так и погодную информацию. В настоящее время FAA ограничило реализацию АЗН-В в том, что наземные станции будут передавать данные трафика (включая радиолокационные данные) только тогда, когда примут информацию по меньшей мере от одного АЗН-В-передатчика на воздушном судне, переданную в радиусе обслуживания. Таким образом, воздушное судно, оборудованное АЗН-В-приёмником, может и не «видеть» данные трафика, если в зоне обслуживания отсутствуют воздушные суда c АЗН-В-передатчиками или не передают сигнал. Погодная информация же всегда передаётся наземными станциями и всегда доступна для приёма через АЗН-В-приёмник на трассах.
АЗН-В-передатчики (ADS-B OUT) — устройства этого класса могут передавать данные АЗН-В. Передатчики также могут «пробуждать» наземные станции АЗН-В и переключать их в режим передачи воздушной обстановки воздушным судам в зоне их действия. АЗН-В устройства, способные передавать положение воздушного судна и путь пролёта, должны быть сертифицированы FAA.
АЗН-В-приёмопередатчики — это класс устройств, способных как передавать, так и принимать данные АЗН-В. АЗН-В-приёмопередатчики могут «пробуждать» наземные станции АЗН-В FAA и переключать их в режим передачи трафика воздушным судам в зоне их действия. АЗН-В устройства, способные передавать положение воздушного судна и путь пролёта, должны быть сертифицированы FAA.

### TIS-B
Traffic Information Services-Broadcast (TIS-B) — компонент АЗН-В технологии, предоставляющий бесплатную услугу обозрения авиатрафика для воздушных судов, оборудованных приёмниками АЗН-В.
TIS-B позволяет воздушным судам, оборудованными не-АЗН-В транспондерами, передавать своё местоположение (получаемое с помощью РЛС) воздушным судам, оборудованным АЗН-В.

### FIS-B
Flight Information Services-Broadcast (FIS-B) — компонент АЗН-В технологии, который обеспечивает распространение в эфире бесплатной информации о погоде, временным ограничениям на полёты и специальной информации о воздушной обстановке.

## Преимущества АЗН-В
С АЗН-В лётчики видят на экранах в кабине лётчиков информацию о трафике движения ВС такого же вида, как и на экранах диспетчеров. Это сильно улучшает владение обстановкой лётчиками, так как они знают своё положение относительно других воздушных судов, получают информацию об ухудшении погоды и информацию о сложной местности.
АЗН-В обеспечивает больший запас по обнаружению конфликтов, поскольку эффективная дальность действия составляет более 100 миль. Лётчики могут видеть расположение, курс, скорость и высоту других воздушных судов.
АЗН-В предоставляет лётчикам такие услуги, как графическое отображение погодных условий и текстовые полётные рекомендации при более низкой себестоимости, чем было ранее, и без платных подписок на подобные услуги.

## Использование АЗН-В частными лицами
Существуют проекты по наблюдению за летящими воздушными судами с помощью АЗН-В приёмников, установленных любителями в своих домах и других местах. Данные от этих приёмников с помощью Интернета отправляются на центральный сервер, где собираются воедино от тысяч добровольцев и любителей и отрисовываются на карте. За счет того, что самолёты летят, как правило, на большой высоте, дальность радиовидимости оказывается достаточной для того, чтобы вести наблюдение в радиусе до сотен километров. Таким способом удаётся покрыть большие территории в разных странах мира. Одним из самых известных таких проектов является Flightradar24.
Благодаря использованию технологии SDR, приём сигналов АЗН-В возможен с наименьшими затратами.